# Општина Теочак
Теочак је општина у Федерацији БиХ. Припада Тузланском кантону. Сједиште општине је у Теочаку.
Општина је основана након референдума 1992. године на коме су се грађани опредијелили да се одвоје од општине Угљевик. Општина Угљевик је припала Републици Српској, а новооснована општина Теочак Федерацији БиХ. Теочак је смјештен на сјевероисточним падинама планине Мајевице, на надморској висини од 300 до 600 метара. Чини је више насеља: Турсуново Брдо, Стари Теочак, Билалићи, Узуновићи, Јасење, Огорелица, Јасиковац, Хусејновићи, Теочак-Крстац и Снијежница. По попису становништва из 1991. године број становника је био 2.321.

## Становништво општине Теочак
| година пописа    | 1991.          | 1981.          | 1971.          |
| ---------------- | -------------- | -------------- | -------------- |
| Муслимани        | 2.831 (98,95%) | 2.483 (92,85%) | 2.051 (97,75%) |
| Срби             | 15 (0,52%)     | 14 (0,52%)     | 33 (1,57%)     |
| Хрвати           | 2 (0,06%)      | 3 (0,11%)      | 3 (0,14%)      |
| Југословени      | 10 (0,34%)     | 159 (5,94%)    | 1 (0,04%)      |
| Остали-непознато | 3 (0,10%)      | 15 (0,56%)     | 10 (0,47%)     |
| Укупно           | 2.861          | 2.674          | 2.098          |